# 等待您
《等待您》是香港歌手陳百強的第十七張粵語大碟，收錄了採用多個疊字的名曲《試問誰沒錯》，而《三個自己》、《對酒當歌》、《当晚梦见是你》及《別話》亦都是質量上乘的好歌。這亦是陳百強唯一一張由杜自持及黃柏高擔任全碟監製的唱片，此唱片採用雙封套設計，於1990年1月推出。

## 製作背景
這張專輯收錄了三首改編自墨西哥年輕歌手Luis Miguel的西班牙語歌曲，《試問誰沒錯》、《重新欣賞我》和《I Do I Do》，三首歌曲皆來自1988年推出的暢銷專輯《Busca una Mujer》(尋找一个女人)，此專輯全球銷量達三百萬。
唱片監制之一杜自持在2024年「小紅書」中透露這三首改編自Luis Miguel的歌曲都是由時任華納總經理，亦是監製之一的黄柏高挑選給陳百強唱的。
陳百強在「91陳百強紫色個體演唱會」上透露他在錄《對酒當歌》時想起了一位深愛的前女友：「大約在五年前，一位我很深刻的女朋友離開了我，可能現在她已經身為女人了也說不定。。。你明白我的意思的。那當我錄這首歌的時候，我曾經偷偷飲泣過，但我沒有讓錄音師知曉，因為他不會明白我太深刻的感情。但在這裡，既然你們是我的歌迷，我完全不介意跟大家分享我內心的世界。」
陳百強曾表示《三個自己》是此唱片中他最滿意的作品。
杜自持後來亦透露《三個自己》是他職業生涯中最喜歡幾首作品之一，2023年他曾於Facebook及微博中如此評價此曲：「我是非常喜歡自己寫給Danny這首《三個自己》，可惜當時唱片公司沒有主打這首歌。你是絕對可以感受到陳百強的真情流露去演繹我這首作品，我每次聽都會起雞皮的。」
《空氣中等你》是台灣音樂人孫崇偉為陳百強寫的原創作品，後來蘇芮唱了此曲的國語版《想你在風中》，孫崇偉詞曲，收錄於1990年10月的《停在我心裡的溫柔》專輯。
《別話》作者楊立門在2019年接受「新城知訊台」訪問時透露他當時的職位是政府政務官，《別話》是他的「CASH流行歌曲創作大賽」決賽作品，在賽事中大會不批准由他自己唱轉而交由蔡國權演唱，但並未贏得前三名，他表示歌詞說的是思念著一位去了寒冷的外國進修的女朋友。後來華納唱片購買了這首歌的版權，當時他並不知道會交給陳百強唱。

## 曲目
| 曲序     | 曲目         |          | 作曲                                    | 编曲     | 备注 | 时长  |
| -------- | ------------ | -------- | --------------------------------------- | -------- | --- | ----- |
| 1.       | 試問誰沒錯   | 潘偉源   | Juan Carlos Calderón                    | 杜自持   | 第一主打 改編自Luis Miguel的《Culpable O No (Mienteme Como Siempre)》（有罪与否 像往常一樣對我撒謊），西班牙語歌。 | 4:07  |
| 2.       | 對酒當歌     | 鄭國江   | 陳百強                                  | 杜自持   | 第二主打 改編自之前陳百強為林志美作曲的《十二小時》，潘偉源作詞，杜自持編曲，收錄於1988年3月的《灑脫》專輯。       | 4:45  |
| 3.       | 從新欣賞我   | 盧永強   | Juan Carlos Calderón Luis Gomez Escolar | 蘇德華   | 改編自Luis Miguel的《El Primero》（第一個）                                                                        | 3:04  |
| 4.       | 三個自己     | 向雪懷   | 杜自持                                  | 杜自持   | | 3:37  |
| 5.       | 空氣中等你   | 林夕     | 孫崇偉                                  | 蘇德華   | 蘇芮後來唱了國語版《想你在風中》                                                                                   | 4:15  |
| 6.       | 當晚夢見是你 | 林夕     | 杜自持                                  | 杜自持   | 第三主打 | 4:54  |
| 7.       | 別話         | 楊立門   | 楊立門                                  | 杜自持   | 「CASH流行歌曲創作大賽」決賽作品                                                                                   | 4:18  |
| 8.       | I Do，I Do   | 潘偉源   | Juan Carlos Calderón                    | 杜自持   | 改編自Luis Miguel的《Esa Niña》（那個女孩）                                                                        | 3:43  |
| 9.       | 關閉心靈     | 潘源良   | 伍思凱                                  | 杜自持   | 改編自伍思凱的《整個世界的寂寞》                                                                                   | 4:17  |
| 10.      | 今夜守規矩   | 因葵     | 周啟生                                  | 周啟生   | | 3:56  |
| 总时长： | 总时长：     | 总时长： | 总时长：                                | 总时长： | 总时长： | 40:56 |

## 製作人員
- 監制：杜自持、黃柏高
- 助理監制：陳志康
- 混音：張子慶Johnny Cheung (CBS/Sony)、韋翰文Tommy Wai (CBS/Sony)、David Ling Jr （S&R）
- 錄音室：CBS/Sony Studio、S&R Studio
- 封套概念：陳百強
- 發型：Joseph Lo (Il Colpo

)
- 美術指導：黃炳培Stanley Wong
- 攝影：黃永熹Sam Wong
- 拍攝場地：山頂道占美厨房Jimmy's Kitchen
- 封套制作：Dias Production

## 派台成績
| 歌曲         | 港台 中文歌曲龍虎榜 | 無線 勁歌金榜 | 商台 叱吒樂壇流行榜 |
| ------------ | ------------------- | ------------- | ------------------- |
| 試問誰沒錯   | 1▲                  | 1             | 4                   |
| 對酒當歌     | -                   | -             | 17                  |
| 當晚夢見是你 | (未有資料)          | -             | 19                  |

▲1990年第8周

## 獎項
- 1990年度十大勁歌金曲

- 「十大勁歌金曲第一季季選」：《試問誰沒錯》

- 1990年度香港金唱片頒獎典禮

- 「白金唱片」：《等待您》專輯